# Ghiacciaio Chuchuliga
Il ghiacciaio Chuchuliga (in inglese Chuchuliga Glacier) è un ghiacciaio lungo 14 km e largo 12, situato sulla costa di Oscar II, nella parte orientale della Terra di Graham, in Antartide. In particolare, il ghiacciaio si trova alle pendici dell'altopiano di Bruce, a sud-est del ghiacciaio Dzhebel, a nord-est del ghiacciaio Stob e a sud-sud-est del ghiacciaio Archer, e da qui fluisce verso sud-sud-est fino ad unire il proprio flusso a quello del ghiacciaio Crane.

## Storia
Il ghiacciaio Chuchuliga è stato così battezzato dalla Commissione bulgara per i toponimi antartici in onore del villaggio di Chuchuliga, nella Bulgaria meridionale.  